# Casa pasiva

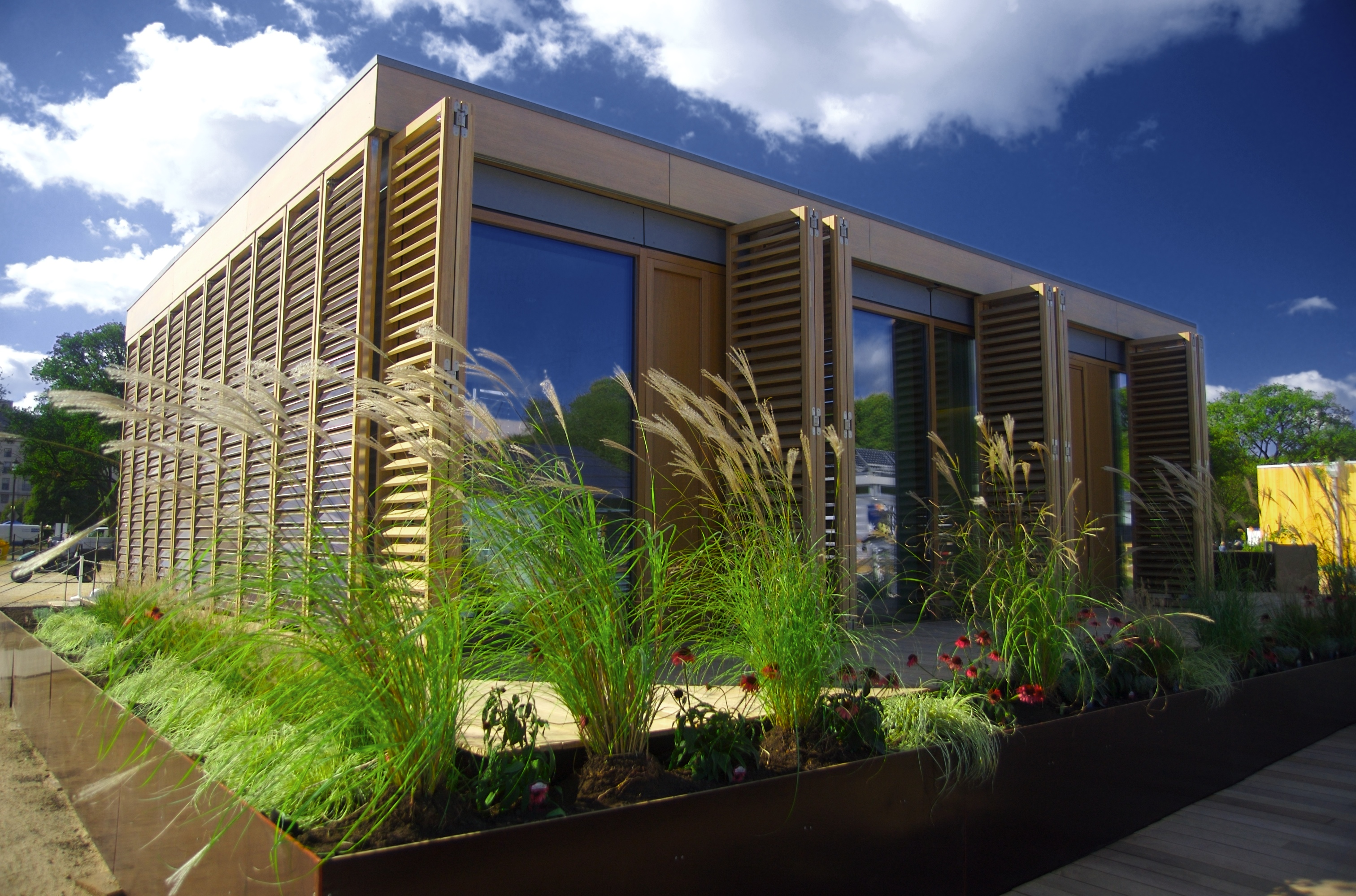
El Instituto de Tecnología de la Universidad de Darmstadt en Alemania ganó la edición de 2007 del Solar Decathlon en Washington D. C., EE. UU., con esta casa con tecnología solar pasiva, diseñada particularmente para climas subtropicales húmedos.

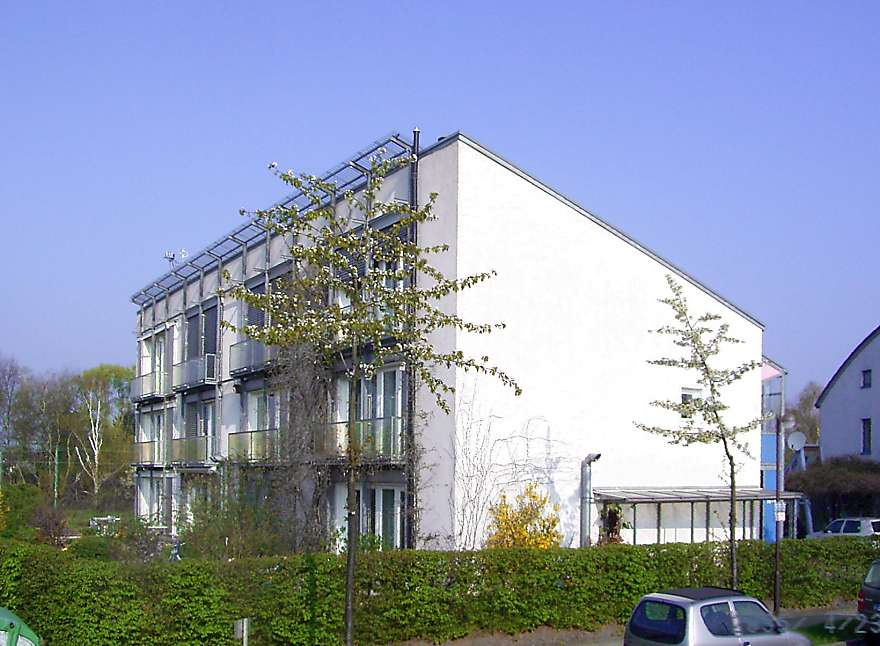
Construcción basada en el concepto de Passivhaus (estándar para la construcción de viviendas de los profesores Bo Adamson y Wolfgang Feist), en Darmstadt (Alemania).

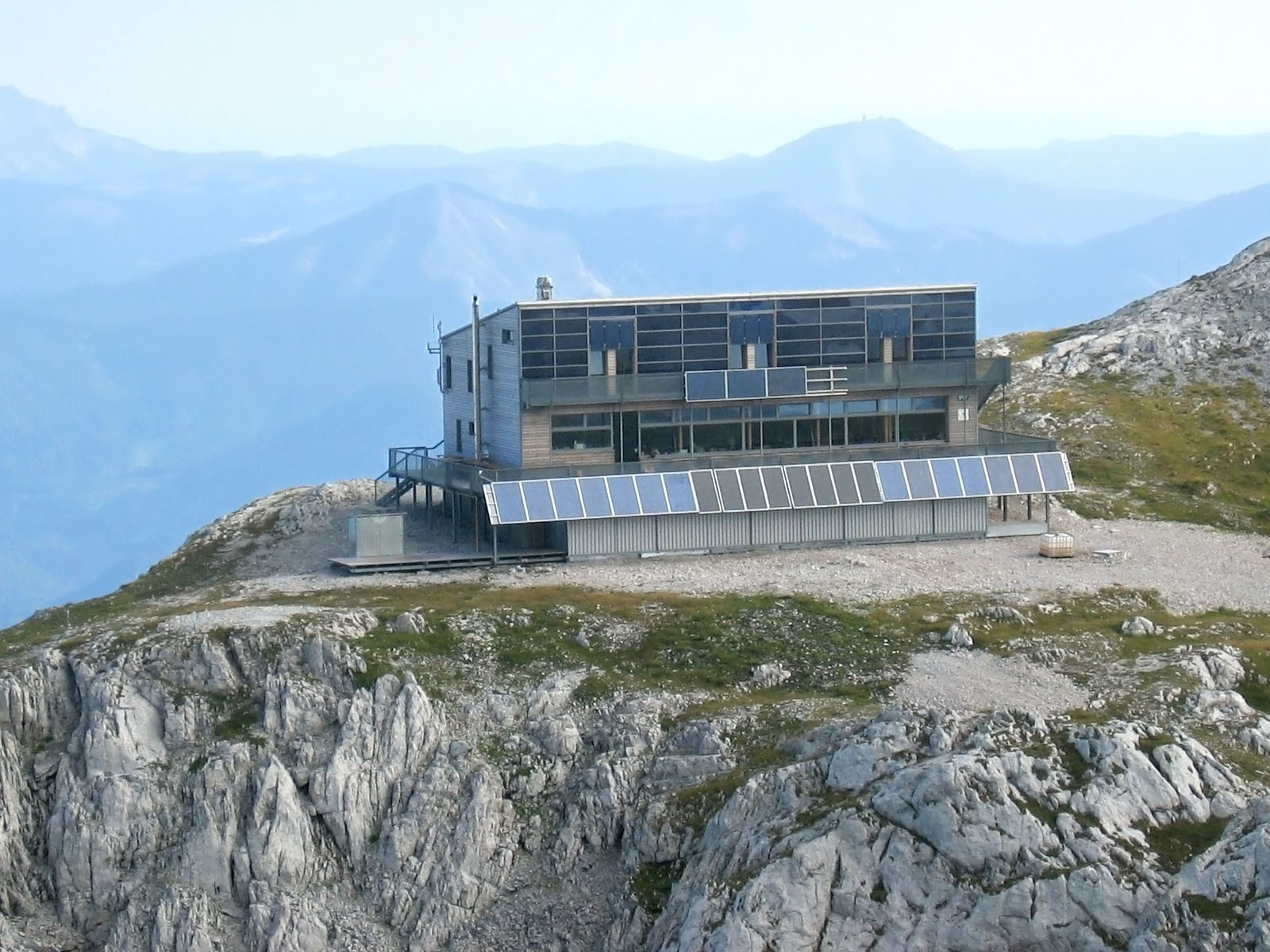
Schiestlhaus, moderna cabaña de montaña cerca del pico Hochschwab (Estiria, Austria). El Schiestlhaus es la primera cabaña de montaña en los Alpes que se construyó como una casa pasiva, es decir, cumpliendo con un estándar riguroso de ahorro de energía y protección del medio ambiente.

Una casa pasiva o casa solar pasiva o hábitat pasivo, es un tipo de construcción o de casa en la que se utilizan los recursos de la arquitectura bioclimática combinados con una eficiencia energética muy superior a la construcción tradicional. Se trata de una construcción con un consumo energético muy bajo, y que ofrecen durante todo el año una temperatura ambiente confortable sin la aplicación de la calefacción convencional.
El concepto de casa pasiva se popularizó en las escuelas de arquitectura, a principios de 1980, al ser publicado el libro La casa pasiva: Clima y ahorro energético por el Instituto de Arquitectura de Estados Unidos (The American Institute of Architects).

## Origen
El origen del término proviene del libro de Edward Mazria Passive Solar Energy Book comenzado a escribir en 1975 y publicado en 1979 en EE. UU. Recoge las experiencias de viviendas que minimizan el uso de sistemas convencionales de calefacción y refrigeración aprovechando las condiciones climáticas y de asoleamiento de cada sitio, en un manual de aplicación.
La expresión pasivo se usa para definir el principio de captación, almacenamiento y distribución capaz de funcionar solo, sin aportaciones de energía exterior y que implica unas técnicas sencillas, sin equipos.
Mazria menciona en la bibliografía textos que utilizan la expresión Passive como los producidos por AIA Research Group ; Stomberg & Woodall; US Energy Research and Development Administration; junto a artículos de su autoría en congresos, todos publicados entre 1976 a 1978. 
En la misma época, el 'Departamento de Energía de EE. UU.', con el fin de difundir entre la comunidad de arquitectos de este país un modo diferente de concebir una vivienda teniendo en cuenta cuatro factores principales: temperatura, soleamiento, humedad, y viento, financia la edición de una guía de diseño de casas pasivas para cada clima del país.
Para esto se dividió a los Estados Unidos en 16 tipos climáticos y se dieron ejemplos gráficos de pautas de diseño pasivo a seguir para lograr una 'casa pasiva'.
Un ejemplo simple se da en las primeras páginas donde para una casa de montaña se recomienda abrirla al sol del mediodía y cerrarla al viento frío; mientras para una casa del desierto se recomienda protegerla del sol, el calor, y generar adecuada ventilación. Para esto se propone una metodología simple llamada diseño pasivo:
- El clima y confort de su casa
- Como definir su clima
  - Condición climática básica
  - Inconvenientes climáticos
  - Ventajas climáticas
- ¿Cuál es su condición climática básica?
- Ventajas e inconvenientes
- ¿Cuál es su clima?
- ¿Cómo diseñaría usted para este clima?

El problema principal que se suscitó a lo largo del mundo es que si la condición primaria de la metodología de diseño de la casa pasiva se apoya en el clima, y esta es una condición propia de cada sitio donde se desee construir, no siempre se encontraba el método adecuado a seguir fuera de los climas de EE. UU.. Por otra parte, los ejemplos remiten a la casa tradicional americana en cada zona de Estados Unidos que no siempre se encuentran en otros países.

## Clima y confort
Todo edificio se construye con el fin de cobijar y protegernos del ambiente exterior creando un clima interior. Cuando las condiciones del exterior impiden el confort del espacio interior se recurre a sistemas de calefacción o refrigeración.
Entre las medidas más eficaces se encuentra el ahorro de energía mediante el uso de aislamiento térmico. Pero la conservación de energía implica aislarnos del exterior, el diseño pasivo busca abrir el edificio al exterior de manera tal que pueda conseguirse un acondicionamiento natural.
Así el clima donde se va a localizar el edificio se define por la temperatura, los niveles de humedad, la velocidad y dirección de los vientos y el soleamiento del sitio. Entonces las condiciones climáticas pueden constituir un inconveniente o una ventaja para un adecuado rendimiento energético de la casa. Se aplican entonces conceptos simples de la vida cotidiana como:
- si hace demasiado frío para sentirnos confortables, entonces, nos abrigamos = aislamiento térmico
- si es un día ventoso y tenemos frío buscamos algún objeto para protegernos y volver al confort = protección eólica
- si hace demasiado calor y estamos al sol, buscamos la sombra = protección solar
- si hace calor, aún a la sombra, buscamos la brisa para refrescarnos = ventilación
- si hace calor y el aire está muy seco, buscamos algún sótano umbrío y fresco = masa térmica

### Casa de montaña
Para una casa de montaña localizada en un sitio donde hace mucho frío y hay mucho viento se busca que la ubicación sea en una ladera soleada y protegida del viento, incorporar aislamiento térmico a techos, muros y ventanas; ubicar las ventanas hacia el sol del mediodía preferentemente; construir de tal modo que haya la menor cantidad de rendijas por donde penetre el aire frío y disipe el calor del interior.

### Casa del desierto
Una casa en el desierto debería protegerse de la irradiación solar. Por otra parte, dado que la variación de temperatura entre el día y la noche es alta, por falta de humedad en el aire, es recomendable hacer uso de la masa térmica construyendo gruesos muros con materiales del lugar. Es necesario aprovechar la baja temperatura nocturna para enfriar la masa del edificio mediante aberturas ubicadas estratégicamente que permitan la ventilación.
La base de todo diseño ambientalmente consciente que se pretenda eficaz es una respuesta adecuada a los inconvenientes y a las ventajas del clima del lugar. Si esto no es tenido en cuenta deberemos acudir a sistemas mecánicos de acondicionamiento térmico, con el consumo de energía y las emisiones de gases de efecto invernadero resultantes.

## Sistemas solares pasivos

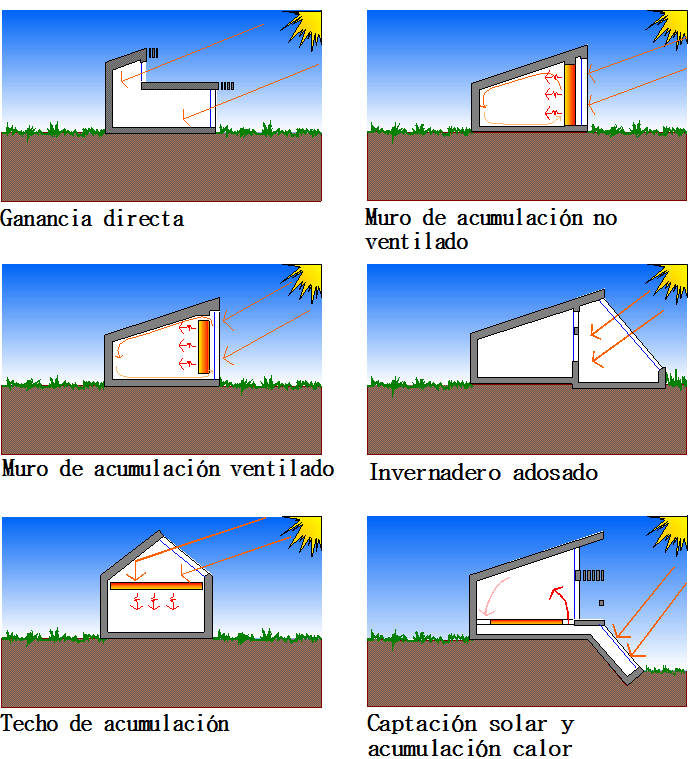
Esquemas de los principales sistemas solares pasivos.

Los sistemas solares pasivos se utilizan, principalmente, para captar y acumular el calor proveniente de la energía solar. Se los llama pasivos ya que no se utilizan otros dispositivos electromecánicos para recircular el calor. Esto sucede por principios físicos básicos como la conducción, radiación y convección del calor.
- Ganancia directa: es el sistema más sencillo e implica la captación de la energía del sol por superficies vidriadas, que son dimensionadas para cada orientación y en función de las necesidades de calor del edificio o local a climatizar.

- Muro de acumulación no ventilado: también conocido como muro trombe, que es un muro construido con piedra, ladrillos, hormigón o incluso agua, pintado de negro o color muy oscuro por la cara exterior. Para mejorar la captación se aprovecha una propiedad del vidrio que es generar efecto invernadero, por el cual la luz visible ingresa y al tocar el muro lo calienta, emitiendo radiación infrarroja, la cual no puede atravesar el vidrio. Por este motivo se eleva la temperatura de la superficie oscura y de la cámara de aire existente entre el muro y el vidrio.

- Muro de acumulación ventilado: similar al anterior pero que incorpora orificios en la parte superior e inferior para facilitar el intercambio de calor entre el muro y el ambiente mediante convección.

- Invernadero adosado: en este caso al muro que da al mediodía se le incorpora un espacio vidriado, que puede ser habitable, mejorando la captación de calor durante el día, reduciendo las pérdidas de calor hacia al exterior.

- Techo de acumulación de calor: en ciertas latitudes es posible usar la superficie del techo para captar y acumular la energía del sol. También conocidos como estanques solares requieren de complejos dispositivos móviles para evitar que se escape el calor durante la noche.

- Captación solar y acumulación calor: es un sistema más complejo y permite combinar la ganancia directa por ventanas con colectores solares de aire o agua caliente para acumularlo debajo del piso. Luego, de modo similar al muro acumulador ventilado, se lleva el calor al ambiente interior. Adecuadamente dimensionado permite acumular calor para más de siete días.

- En casi todos los casos se puede utilizar como sistemas de refrescamiento pasivo invirtiendo el sentido de funcionamiento.

### Casos pioneros de casas pasivas
Varios libros recogen y analizan casos de estudio de casas pasivas cuando comienza a difundirse el concepto. Uno de los más referenciados en los ´80 es "Sol y Arquitectura" de Patrick Bardou y Varoujan Arzoumanian.
- Casa estudio Otwell y Frerking - 1975 - Chino Valley, Arizona, EE. UU. Arq. W. Otwell y M. Frerking. Latitud: 34°.
- Casa Kelbaugh - 1975 - Princeton, New Jersey, EE. UU. Arq. David Kelbaugh. Latitud 40°.
- Casa Sherwood - 1975 - Winters, California, EE. UU. Arq. J. Hammond. Latitud: 38°.
- Casa Egri - 1975 - Taos, Nuevo México, EE. UU. Arq. Hoppman, Hobbs y Kevin. Latitud: 35°.
- Casa Balcomb - 1975 - Santa Fe, Nuevo México, EE. UU. Arq. Nichols & Barkman. Latitud: 35°.
- Casa Shannon - 1975 - Windham, Vermont, EE. UU. Arq. B. Shannon. Latitud: 43°.
- Casa Nichols - 1975 - Santa Fe, Nuevo México, EE. UU. Arq. W. Nichols. Latitud: 35°.
- Almacenes de los Benedictinos - 1976 - Pécos - Nuevo México, EE. UU. Arq. M. Hansen. Latitud: 35,5°.
- Casa David Wright (Sundow) - 1976 - Sea Ranch, California, EE. UU. Arq. D. Wright. Latitud: 39°.
- Cuatro viviendas sociales - 1979 - Miramas, Bouches-du-Rhöne, Francia. Arqs. Grupo ABC. Latitud: 43°.

## El estándar "Passivhaus"
El concepto de un estándar de 'Casa pasiva' (Passivhaus en alemán, y Passive House standard en inglés) se originó a partir de una conversación en mayo de 1988 entre los profesores Bo Adamson de la Lund University, Suecia, y Wolfgang Feist del Institut für Wohnen und Umwelt (Instituto de Edificación y Medio Ambiente.). Este concepto fue desarrollado a partir de numerosas investigaciones, con el financiamiento del estado alemán de Hesse.
El primer edificio construido con el estándar Passivhaus se localizó en Darmstadt, Alemania, en 1990, y fue ocupado en los años siguientes. En septiembre de 1996 el Passivhaus-Institut fue fundado en Darmstadt con el objetivo de promocionar y controlar el estándar. Se estima que se han construido miles de casas con el Estándar Passivhaus. muchas de estas en Alemania y Austria.
Después de que el Estándar fue validado en Darmstadt, se creó en 1996 el Grupo de Trabajo 'Economical Passive Houses Working Group'. Una vivienda que cumpla este estándar se estima que reducirá en un 90% la demanda de energía en calefacción. Este desarrollo solo fue posible a partir de haberse desarrollado sistemas de ventilación y vidriados de alta eficiencia energética. Mientras tanto algunas casas pasivas fueron construidas en Stuttgart (1993), Naumburg, Hesse, Wiesbaden, y Colonia (1997).
Los productos desarrollados por "Passivhaus" fueron comercializados en la Unión Europea con los auspicios del proyecto CEPHEUS. En los Estados Unidos el primer edificio construido con el Estándar Passivehouse se localizó en Urbana, Illinois en 2003, y el primer edificio certificado fue construido en Waldsee, Minesota, en 2006.